# Mírame (canción de Mayre Martínez)
«Mírame» es el segundo sencillo de Mayre Martinez del álbum La Reina de la Noche el Pop y el Dance se pueden escuchar muy marcados en este exitoso tema. 
El tema fue estrenado en el programa radial Giga Blog. 
Aunque el tema no tiene videoclip, ha sido un muy exitoso en la web, rompiendo records.
Unas acrobacias vocales, fuerza interpretativa y un ritmo inconfundible son los ingredientes de este tema.